# Karl Holz
Pour les articles homonymes, voir Holz.
Karl Holz est un homme politique allemand national-socialiste, gauleiter de Franconie, né le 27 décembre 1895 à Nuremberg où il est mort le 20 avril 1945.

## Engagement précoce dans le nazisme
Engagé durant la Grande Guerre, il adhère au parti de Julius Streicher en 1919, puis à la suite de ce dernier, rejoint le NSDAP en 1922. Il adhère à la SA en 1923 et encadre les SA de Nuremberg à partir de novembre 1923. Il est élu au conseil municipal de Nuremberg en 1924 et au Landtag de Bavière en 1932.

## Carrière sous leIIIeReich
Kreisleiter de Nuremberg-ville, il va mener une carrière qui le conduit à la fonction de Gauleiter en novembre 1944.
En 1939, il s'engage dans la Wehrmacht et est affecté dans une unité mécanisée.
Comme l'ensemble des responsables du NSDAP, il adresse régulièrement à Bormann des rapports sur la situation politique et militaire des secteurs dont il a la charge. En août 1944, il adresse à ce dernier et à Himmler un rapport sur la situation des troupes cantonnées en France à l'arrière du front : pour pallier la situation (troupes indisciplinées et défaitistes), Holz propose l'envoi auprès de ces unités d'inspecteurs nazis, responsables de la bonne tenue des unités en cause. Le 17 avril 1945, il adresse un autre rapport sur l'état de la population de son Gau et du moral des unités combattantes.
Nommé Gauleiter assez tardivement dans le conflit, il se montre très brutal, proposant de nazifier davantage encore les corps d'inspection de l'armée, ordonnant d’exécuter tous les hommes se rendant. À la suite de l'ordre de Keitel de défendre les villes jusqu'au bout, sous peine d'exécution sommaire, il ajoute un codicille stipulant que toute personne arborant un drapeau blanc serait pendue et toute maison sur laquelle on trouverait un drapeau blanc serait dynamitée.
Lors de la prise de Nuremberg par les troupes américaines en avril 1945, il résiste les armes à la main avec un peloton de la SS dans les décombres du siège de la police. Le 19 avril, il envoie un émissaire à Hitler, le chef des SA de la ville de Nuremberg, pour l'informer qu'il a résisté jusqu'au bout, ce qui lui vaut d'être décoré de la croix d'or de l'ordre allemand. Le lendemain, 20 avril, il félicite par télégramme Hitler à l'occasion de son anniversaire. Il meurt le jour même au siège de la police, là où il coordonnait la résistance allemande dans la ville, entouré d'un groupe de soldats qui continuaient à se battre.